# Irmandade de Nossa Senhora do Rosário dos Pretos (Pirenópolis)
A Irmandade de Nossa Senhora do Rosário dos Pretos ou simplesmente Irmandade do Rosário foi uma associação pública de fiéis católicos, criada no século XVIII, e estabelecida na  Igreja do Rosário dos Pretos,  uma das capelas da Freguesia de Nossa Senhora do Rosário de Meya Ponte, construída em 1743 pela Irmandade.

## Histórico

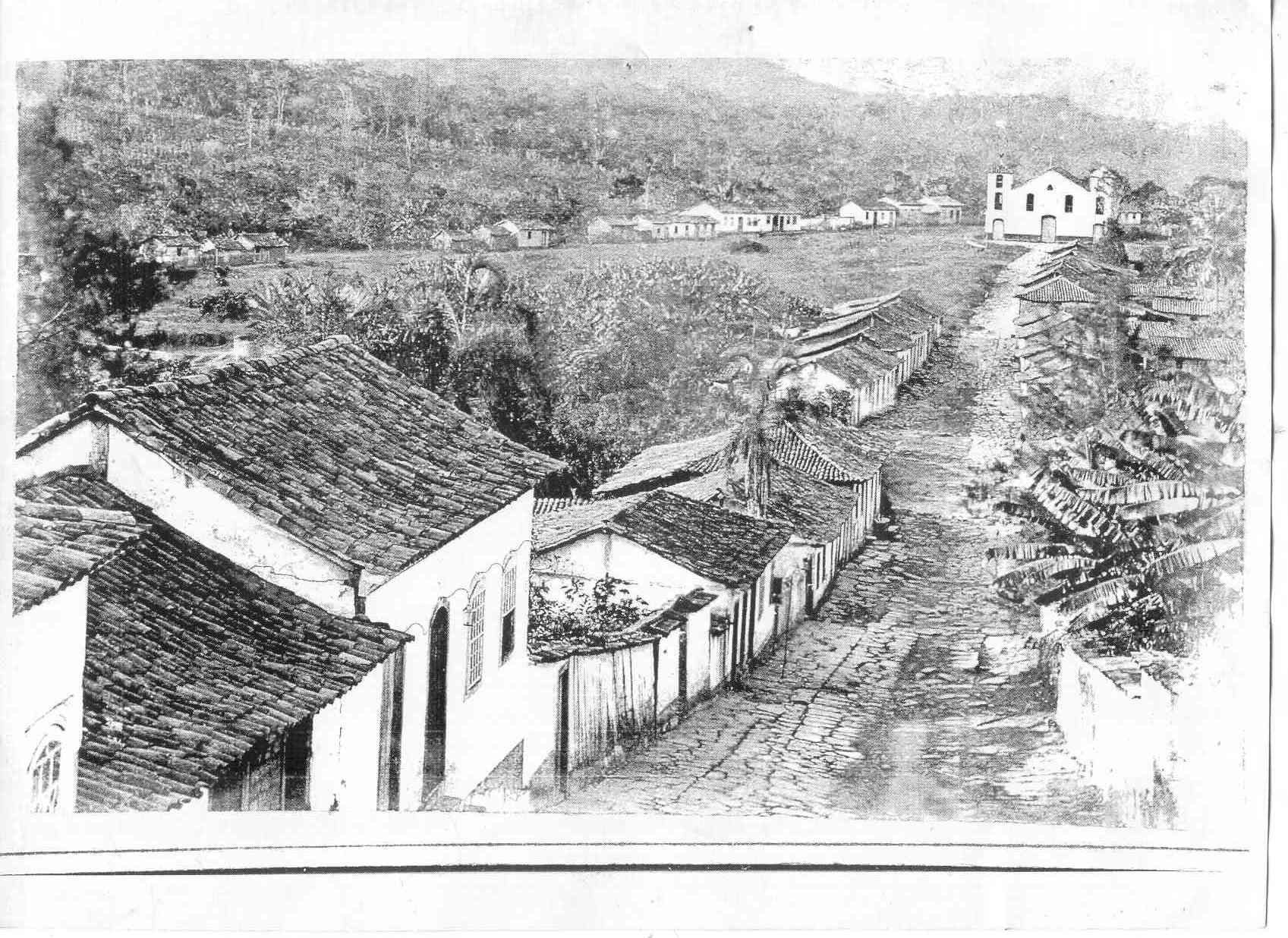
Vista da Igreja do Rosário dos Pretos, por volta de 1886.

Com a descoberta das jazidas de ouro em Meia Ponte, rapidamente cresceu o número de escravos para trabalharem nestes serviços, além da construção de casas e Igrejas como a Igreja Matriz de Pirenópolis, que apesar de realizar batizados de crianças escravas, a população local não permitia o ingresso de escravos adultos no templo.
Em 22 de dezembro de 1742, o visitador Pe. José F. Vascocellos autorizou a criação da Irmandade de Nossa Senhora do Rosário dos Pretos, que em 1743, deu início a construção de sua sede a Igreja do Rosário dos Pretos. Com o andamento das obras na Igreja do Rosário dos Pretos, a Irmandade do Rosário conseguiu a aprovação de seu estatuto em 22 de agosto de 1758, e neste momento, com a estrutura organizada, a Irmandade do Rosário dos Pretos passou a celebrar o Reinado de Nossa Senhora do Rosário , a festa do Rosário dos Pretos naquela igreja, celebrada sempre no primeiro domingo de outubro, a ser realizada solenemente pelo Capelão da Irmandade, ou seja, um dos vigários da Paróquia. Neste momento, inicia-se a parte folclórica da congada, Banda de Couro e demais costumes africanos, tradições que a Irmandade do Rosário mantinha na Igreja do Rosário, folguedos que hoje,são realizados dentro das celebrações da Festa do Divino.
Para fortalecer a presença negra no local, na Igreja do Rosário foi criada a Irmandade de São Benedito, que concentrou grande parcela da população negra de Pirenópolis, sobretudo os escravos. Na igreja do Rosário, a Irmandade de São Benedito era responsável pela manutenção de um dos altares laterais e sempre se fazia presente nos eventos e celebrações da Irmandade do Rosário, além de promover a celebração de missas semanais as quartas feiras, bem como recitação da Ladainha de Nossa Senhora.
Com a demolição da Igreja do Rosário dos Pretos em 1940, aos poucos a Irmandade foi se enfraquecendo até desaparecer de vez em meados de 1990, e hoje, apenas o Reinado é realizado perante a Imagem original de Nossa Senhora do Rosário, uma das poucas peças que restaram da Igreja do Rosário, que atualmente se encontra na Igreja Matriz de Pirenópolis. Muitos dos antigos membros das Irmandades negras, hoje compõem o grêmio da Irmandade do Santíssimo Sacramento a única hoje existente.